# Seamus Mallon
Pour les articles homonymes, voir Mallon.
Seamus Frederick Mallon, né le 17 août 1936 à Markethill et mort le 24 janvier 2020 à Armagh, est un homme politique britannique d'Irlande du Nord. 
Investi dans le mouvement pour les droits civiques en Irlande du Nord dès le début des années 1960, il rejoint le Parti social-démocrate et travailliste (SDLP) et en 1979 est élu député sous ses couleurs. Il est élu en 1998 à l'Assemblée nord-irlandaise, nouvellement créée à la suite de l'accord de Belfast, et est désigné vice-Premier ministre, poste qu'il quitte en novembre 2001.

## Biographie

### Jeunesse et formation
Seamus Mallon est né dans le village largement protestant de Markethill, dans le comté d'Armagh, et a fait ses études dans les établissements Abbey Christian Brothers Grammar School de Newry St. Patrick's Grammar School d'Armagh. Il choisit comme son père d'enseigner et devient directeur de l'école primaire St. James's à Markethill. Mallon est également impliqué dans l'Association athlétique gaélique (Gaelic Athletic Association) (GAA), jouant au football gaélique pour Armagh. Il joue d'abord au football en club pour Middletown, dans le comté d'Armagh, dans les années 1950, puis avec Keady Dwyers, l'Université Queen's et les Crossmaglen Rangers.

### Carrière politique
Pendant les années 1960, il est impliqué dans le mouvement des droits civiques, en particulier à Armagh. En 1979, lorsque John Hume est désigné chef du SDLP, Mallon devient son adjoint. 
En 1973, il est élu comme représentant d'Armagh à la nouvelle Assemblée d'Irlande du Nord et en 1975 à la Convention constitutionnelle d'Irlande du Nord. Entre mai et décembre 1982, Mallon est membre nommé au Sénat de la République, par le Taoiseach de l’époque  Charles Haughey. 
En 1982, Mallon est élu à la nouvelle Assemblée nord-irlandaise, mise en place dans le cadre de la décentralisation du secrétaire d'État pour l'Irlande du Nord, James Prior. Cependant, en raison de son appartenance au Sénat, son élection est invalidée. En vertu de la législation de l'époque, aucun membre élu d'un parlement britannique ou d'une assemblée régionale ne peut siéger dans un parlement en dehors du Royaume-Uni ou du Commonwealth sans perdre son siège britannique. Cette restriction est supprimée en ce qui concerne l'Oireachtas par la Disqualifications Act 2000.
En 1986, il est élu à Westminster en tant que député de Newry et Armagh, un siège qu'il occupe jusqu'en 2005. Il remporte le siège lors d'une élection partielle pour remplacer Jim Nicholson, qui a démissionné de son siège pour protester contre l'accord anglo-irlandais, Anglo-Irish Agreement, ainsi que tous les autres députés unionistes nord-irlandais. Nicholson est le seul député à ne pas être réélu. 
Seamus Mallon est élu au Forum pour la paix et la réconciliation en 1994. Il était membre de l'équipe du SDLP lors des négociations multipartites (les « pourparlers de Stormont ») qui se sont ouvertes à Belfast en juin 1996. Il a été fréquemment cité comme disant que l'accord du Vendredi saint, qui résultait des pourparlers de 1998, était « Sunningdale pour les élèves lents ». Cet accord conduit à la mise en place de l'assemblée d'Irlande du Nord, qui est élue en juin 1998, avec un exécutif de partage du pouvoir. Mallon est élu député de Newry et d'Armagh et, en décembre 1999, est devenu vice-premier ministre d'Irlande du Nord, servant aux côtés du chef du Parti unioniste d'Ulster, David Trimble.
Mallon est resté un puissant opposant à la violence de l'IRA et était également en faveur de la réforme de la police en Irlande du Nord. 
Le 24 janvier 2020, il disparaît à l'âge de 83 ans.